# Rhaphuma excisa
Rhaphuma excisa är en skalbaggsart som beskrevs av Holzschuh 1992. Rhaphuma excisa ingår i släktet Rhaphuma och familjen långhorningar. Inga underarter finns listade i Catalogue of Life.